# Провіца-де-Жос (комуна)
Провіца-де-Жос (рум. Provița de Jos) — комуна у повіті Прахова в Румунії. До складу комуни входять такі села (дані про населення за 2002 рік):
- Дрегеняса (1124 особи)
- П'ятра (152 особи)
- Провіца-де-Жос (1284 особи)

Комуна розташована на відстані 83 км на північний захід від Бухареста, 34 км на північний захід від Плоєшті, 59 км на південь від Брашова.

## Населення
За даними перепису населення 2002 року у комуні проживали 2560 осіб.
Національний склад населення комуни:
| Національність | Кількість осіб | Відсоток |
| -------------- | -------------- | -------- |
| румуни         | 2360           | 92,2%    |
| цигани         | 195            | 7,6%     |
| греки          | 2              | 0,1%     |
| угорці         | 1              | < 0,1%   |
| українці       | 1              | < 0,1%   |
| євреї          | 1              | < 0,1%   |

Рідною мовою назвали:
| Мова      | Кількість осіб | Відсоток |
| --------- | -------------- | -------- |
| румунська | 2559           | > 99,9%  |
| угорська  | 1              | < 0,1%   |

Склад населення комуни за віросповіданням:
| Релігія        | Кількість осіб | Відсоток |
| -------------- | -------------- | -------- |
| православні    | 2509           | 98,0%    |
| адвентисти     | 26             | 1,0%     |
| бретрени       | 17             | 0,7%     |
| греко-католики | 4              | 0,2%     |
| реформати      | 1              | < 0,1%   |
| лютерани       | 1              | < 0,1%   |
| юдеї           | 1              | < 0,1%   |